# Bayraktar TB2
El Bayraktar TB2 (del turc: «abanderat») és un vehicle aeri no tripulat (VANC o UCAV, unmanned combat air vehicle) de mitjana altitud i llarga resistència capaç d'operacions de vol controlades remotament o autònomes. És fabricat per l'empresa turca Baykar, destinat principalment a les Forces Armades de Turquia. Els models d'aquesta aeronau són monitorats i controlats en una estació de control terrestre. El seu desenvolupament és de Selçuk Bayraktar, un enginyer format al MIT. Mentre les forces armades turques descriuen el Bayraktar TB2 com un «classe UAV tàctic» per evitar que sigui competència del TAI Anka, classificacions internacionals el situen com un UCAV de mitjana altitud de llarga durada.
Posat en acció en 2015, a finals de novembre de 2021 el TB2 ja havia sumat més de 400.000 hores de vol pel món. Les forces armades turques segueixen sent el principal usuari dels UCAV TB2, però un model fet per exportació ja va ser venut a diversos països. Turquia ja va utilitzar aquesta aeronau en conflictes contra el Partit dels Treballadors del Kurdistan (PKK) i les Unitats de Protecció Popular (YPG) a l'Iraq i Síria. No obstant això, aquest UCAV va guanyar notorietat pel seu extens i ús, primer a l'Azerbaidjan en la Guerra de l'Alt Karabakh de 2020 i després pels ucraïnesos en la Invasió russa d'Ucraïna del 2022.
El desenvolupament d'una indústria militar turca autònoma dels seus aliats històrics occidentals de l'OTAN forma part del que es coneix com la Yeni Türkiye («Nova Turquia»), un concepte fonamental de la narrativa oficial del govern d'Erdogan i el seu partit, l'AKP, com els actors essencials que han portat Turquia a alts nivells de desenvolupament econòmic i social durant els últims vint anys per a establir-se com una potència regional i global.

## Usuaris
- Azerbaidjan
  - Força Aèria Azeri
- Qatar
- Etiòpia
  - Forces de Defensa Nacional Etíops
- Kirguizstan
- Líbia
  - Força Aèria de Líbia
- Marroc
- Pakistan
  - Força Aèria Pakistanesa
- Polònia
  - Forces Armades de Polònia
- Turquia
  - Exèrcit Turc
  - Jandarma
  - Direcció General de Seguretat
  - Organització Nacional d'Intel·ligència
  - Marina turca
- Turkmenistan
- Ucraïna
  - Força Aèria Ucraïnesa
  - Marina Ucraïnesa

## En la cultura popular
La popularitat de l'ús militar del dron per les Forces Armades d'Ucraïna va inspirar una música amb el nom del dron. Algunes fonts afirmen que Bayraktar és una de les primeres músiques sobre drons militars.